# هاني ناظر
هاني ناظر (29 أغسطس 1971 -)، ممثل سعودي. شارك في العديد من الأعمال الفنية في السعودية ومصر وسوريا في فترة التسعينات كما خاض عدة بطولات، ابتعد عن التمثيل دون اعتزال. وشارك في العديد من الأعمال منها: مسلسل بيني وبينك 4 المعروض على قناة إم بي سي 1 في شهر رمضان 2010.

## أعماله

### مسلسلات
- حرائر البادية (2024).
- هندي (2022).
- فوق السقف (2012).
- الساكنات في قلوبنا، الجزء الثالث، (2010).[3]
- بيني وبينك 4 سيت كوم (2010).
- أيام السراب (2009). بدور مشاري.
- اعترافات الثعالب (2005).[4]
- ورد وشوك (2005). بدور عمر.
- دموع الرجال (2001). بدور هاشم.
- فرط الرمان (2004).[5]
- إلى من يهمه الأمر (2001).
- يوم للحياة (2000).
- جواهر 3 (2000). بدور رداد.
- آخر أيام التوت (1999). بدور رضا.
- زمن العطاش (1999). بدور أيمن.
- أهل وحبايب (1999).
- دوائر الضياع (1998).
- شوق الرهف (1998).
- رياح المواسم (1997).
- الجحود (1997).
- البيت الكبير (1996).
- تل اللوز (1996).
- حتى لا يغيب القمر (1996).
- دمي ودموعي وإبتسامتي (1995). بدور محمد.
- شيء في صدري (1995)
- الحيتان (1994). بدور خالد.
- السقوط في الهاوية (1994).
- أحلام زائفة (1993).

### الأفلام
- المطربون في الأرض (1996).
- اللقاء الثاني (1998). بدور كمال.[2]

## روابط خارجية
- هاني ناظر على موقع قاعدة بيانات الأفلام العربية
- هاني ناظر على موقع قاعدة بيانات الأفلام العربية